# Torre XX Settembre
La Torre XX Settembre (anche conosciuta come Torre o Grattacielo Santa Teresa) è uno dei principali edifici residenziali multipiano del centro storico di Torino.

## Storia
L'edificio fu progettato dall'architetto Gino Salvestrini e dall'ingegner Gabriello Gabrielli di Quercita, e rappresenta oggi uno dei primi esempi emblematici di inserimento postbellico all'interno del contesto storico-architettonico di Torino.
Posta all'incrocio di due storici assi viari della città: via XX Settembre e via Santa Teresa, con ingresso principale al numero 3 di quest'ultima, la costruzione trova la sua origine in un progetto della fine degli anni '30, concepito nell'ambito della ristrutturazione di via Roma. 
La configurazione attuale risale al 1947 (progetto presentato per conto della società IRAS) mentre, nella versione primigenia, l'edificio doveva contare un'altezza di ben 21 piani: la vicinanza con piazza San Carlo, tuttavia, contribuì alla correzione del progetto e alla riduzione dell'altezza e dei volumi complessivi.

## Descrizione

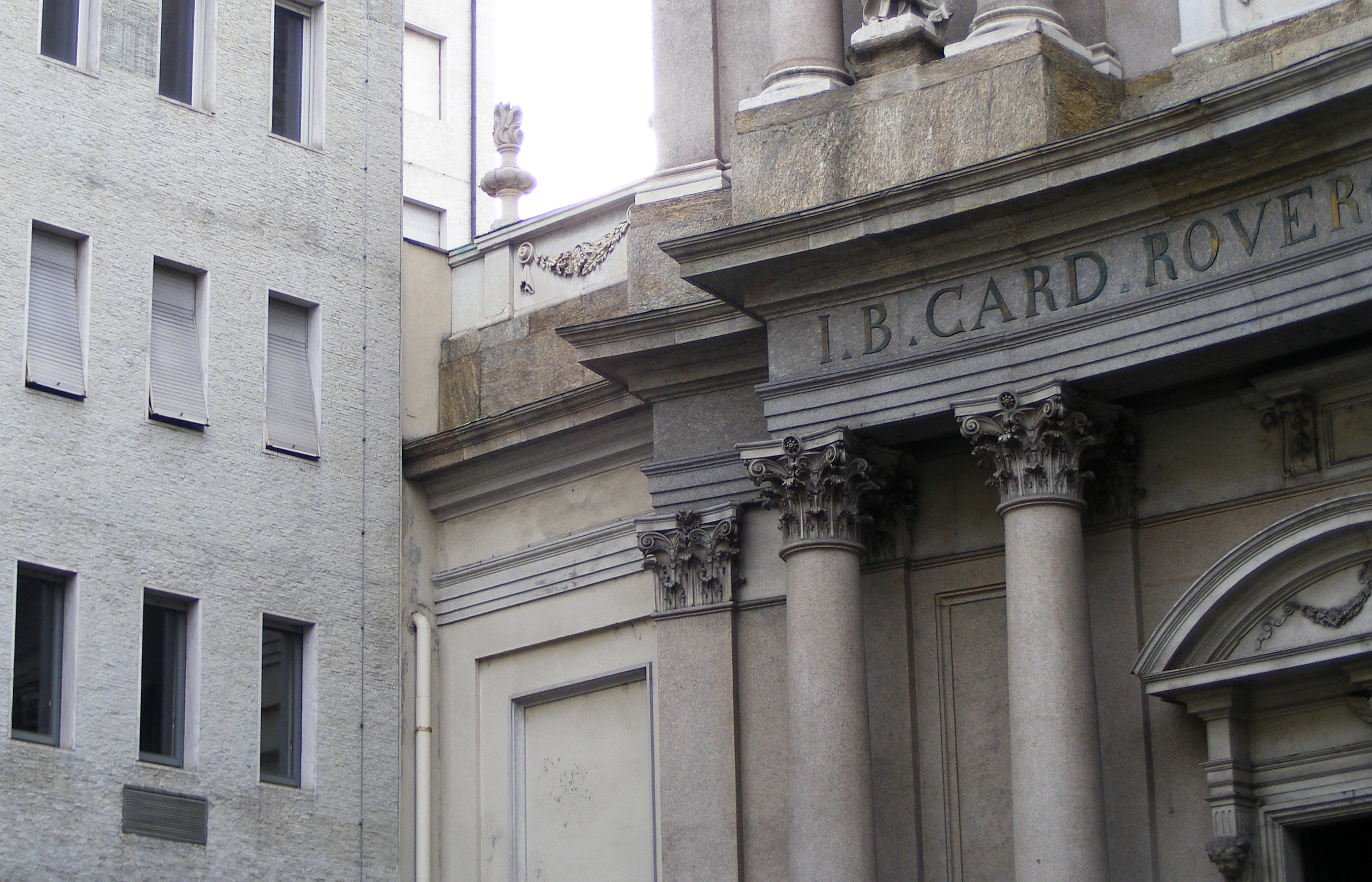
Particolare del raccordo con la chiesa di S.Teresa

Iniziato nel 1947 e completato nel 1951, l'edificio è collocato a filo di via Santa Teresa, ma in posizione arretrata rispetto all'asse di via XX Settembre. La sua imponenza, seppur sgravata dalla tonalità chiara del rivestimento in tessere di pietra calcarea, è percepibile anche dalla vicina piazza San Carlo.
L'edificio si compone di un corpo verticale (torre), posto in corrispondenza dell'incrocio viario, di quattordici piani fuori terra più attico, e di un corpo orizzontale posto lungo via Santa Teresa, di cinque piani fuori terra.
Il basamento di entrambi i corpi, avvolgente i due piani inferiori degli stessi, presenta un rivestimento in pietra verde ed elementi metallici. Il corpo verticale dell'edificio è impostato al di sopra di una sorta di pensilina a sbalzo dove ampie finestre quadrangolari e file di balconi incassati caratterizzano i prospetti principali fino al tetto pensile con attico (già studio dell'ingegner Gabrielli) e giardino, mentre il corpo orizzontale presenta gli ultimi piani loggiati, a costituire un modulo di altezza inferiore che consente l'ideale raccordo visivo con la vicina chiesa barocca che dà nome alla via.
Lo sviluppo delle facciate, come per esempio il rapporto dimensionale tra finestre e volume costruito, così come la decorazione dell'androne e degli spazi interni, risentono ancora degli influssi del Razionalismo italiano, di cui l'edificio, nel suo complesso, costituisce un tardo esempio.